# Wilhelm Gössmann
Wilhelm Gössmann (* 20. Oktober 1926 in Rüthen-Langenstraße; † 2. Januar 2019) war ein deutscher Literaturwissenschaftler.

## Wissenschaftlicher Werdegang
Gössmanns schulische Ausbildung wurde durch Wehrdienst und Kriegsgefangenschaft unterbrochen. Nach dem Abitur studierte er von 1946 bis 1955 Germanistik, Philosophie und Theologie in Münster und München, wo Gössmann 1955 mit einer Dissertation über Annette von Droste-Hülshoff promoviert wurde.
Von 1955 bis 1960 wirkte er als Dozent an der Sophia-Universität und der Universität Tokio. 1962 wurde er Hochschullehrer an der Pädagogischen Hochschule Weingarten, 1968 wechselte Gössmann an die Pädagogische Hochschule Rheinland. Von 1980 bis zu seiner Emeritierung 1991 war er Professor für deutsche Literatur an der Heinrich-Heine-Universität Düsseldorf.

## Kulturpolitisches Engagement
Neben seiner akademischen Tätigkeit engagierte sich Gössmann in vielfacher Weise im Sinne von Kulturvermittlung und Popularisierung von Literatur. Von 1973 bis 1983 war er Vorsitzender der Heinrich-Heine-Gesellschaft. Daneben war er unter anderem Gründungsmitglied der Christine-Koch-Gesellschaft und der literarischen Vereinigung des Sauerlandes. Ferner fungierte er als Vorsitzender von »Initiative. Verein zur Förderung der Kultur auf dem Lande«. Auch hat er poetische Texte und Bücher zu theologischen Themen veröffentlicht.

## Privates
Gössmann war seit 1954 mit Elisabeth Gössmann verheiratet und hatte zwei Töchter. Er wohnte in Düsseldorf und Rüthen. Seit seiner Studentenzeit war Gössmann Mitglied des katholischen Studentenvereins im KV Hansea-Halle zu Münster.

## Schriften
Eine detaillierte Zusammenstellung seiner Publikationen bis 2001 bietet:
- Martin Hollender: Wissenschaft – Literatur – Religion. Bibliografie Wilhelm Gössmann 1954–2001. Grupello Verlag, Düsseldorf 2001. ISBN 3-933749-64-6.

### Verfasser
- Das Schuldproblem im Werk Annettes von Droste-Hülshoff, Tokyo 1956, DNB 480160392 (Dissertation Universität München, Philosophische Fakultät, 11. Juni 1956, 164 gezählte Blätter, 4 [Maschinenschrift]).
- Deutsche Kulturgeschichte im Grundriss. Hueber, München 1960; Überarbeitete Neuausgabe: Grupello, Düsseldorf 2006, ISBN 3-89978-045-0.
- Sakrale Sprache. Hueber, München 1965.
- Wörter suchen Gott. Gebets-Texte. Einsiedeln u. a. 1968.
- Glaubwürdigkeit im Sprachgebrauch. Stilkritische und sprachdidaktische Untersuchungen. Hueber, München 1970.
- Ihr aber werdet lachen. Glossen für Christen. Herder, Freiburg im Breisgau 1976. ISBN 3-451-17222-4.
- Sätze statt Aufsätze. Schriftliches Arbeiten auf der Primarstufe. Schwann, Düsseldorf 1979. ISBN 3-590-15374-1.
- Annette von Droste-Hülshoff: Ich und Spiegelbild. Zum Verständnis der Dichterin und ihres Werkes. Droste, Düsseldorf 1985. ISBN 3-7700-0678-X.
- Poetisierung – Politisierung. Deutschlandbilder in der Literatur bis 1848. Schöningh, Paderborn 1994. ISBN 3-506-73408-3
- Heine und die Droste, eine literarische Zeitgenossenschaft. Grupello, Düsseldorf 1996. ISBN 3-928234-46-3.
- Literatur als Lebensnerv, Vermittlung, Leselust, Schreibimpulse (= Grupello Tatsachen), Grupello, Düsseldorf 1999. ISBN 3-933749-15-8. (Dissertationsverzeichnis S. 295–302).
- Kulturchristentum. Religion und Literatur in der Geistesgeschichte. Butzon & Bercker, Kevelaer 2002. ISBN 3-7867-8414-0.
- Landschaft und Kultur als Lebenserfahrung. Essays und literarische Texte. Westfälische Verlagsbuchhandlung Mocker & Jahn, Soest 2012. ISBN 978-3-87902-123-9.

### Herausgeber
- Geständnisse. Heine im Bewusstsein heutiger Autoren. Droste, Düsseldorf 1972. ISBN 3-7700-0327-6.
- Heine im Deutschunterricht. Ein literaturdidaktisches Konzept. Schwann, Düsseldorf 1978. ISBN 3-590-15380-6.
- Der späte Heine, 1848–1856. Literatur, Politik, Religion. Hoffmann und Campe, Hamburg 1982. ISBN 3-455-09910-6.
- Joseph von Eichendorff: seine literarische und kulturelle Bedeutung. Schöningh, Paderborn 1995. ISBN 3-506-73409-1.